# Aloys von Rechberg
Aloys (genannt Louis) Franz Xaver Maximilian Franz de Paula Freiherr von Rechberg und Rothenlöwen zu Hohenrechberg, ab 1810 Graf von Rechberg und Rothenlöwen zu Hohenrechberg (* 18. September 1766 in München; † 10. März 1849 auf Schloss Donzdorf), war ein bayerischer Diplomat und Politiker. Er entstammte dem alten schwäbischen Adelsgeschlecht der Grafen von Rechberg.

## Leben und Wirken
Der Sohn des Freiherrn (seit 1810 Grafen) Maximilian Emanuel von Rechberg (1736–1819) und seiner Ehefrau Walburga von Sandizell wurde 1787 Hofrat in München. Von 1795 bis 1797 war er Gesandter des Herzogs Max Joseph von Pfalz-Zweibrücken beim Immerwährenden Reichstag in Regensburg. Von 1797 bis 1799 übte er diese Funktion als kurpfälzischer Gesandter aus und war 1798 Bevollmächtigter beim Rastatter Kongress.
In den Diensten des bayerischen Kurfürsten und ab 1806 Königs Max Joseph war Rechberg Gesandter in St. Petersburg (1799, 1801), Berlin (1800) und Wien (1806 bis 1809 und 1813 bis 1815). 1815 nahm er als Bevollmächtigter Bayerns am Wiener Kongress teil, wo er entschieden die bayerische Souveränität verfocht. Seit 1817 war er Ehrenmitglied der Bayerischen Akademie der Wissenschaften.
Nach dem Sturz des Grafen Montgelas 1817 wurde Rechberg als Minister des königlichen Hauses und des Äußeren dessen Nachfolger, des Weiteren wurde er Mitglied der Kammer der Reichsräte. Er betrieb eine konservative Politik und lehnte sich außenpolitisch an Österreich an. Der badisch-bayerische Grenzstreit über die rechtsrheinische Pfalz mit Mannheim und Heidelberg, König Max Josephs Geburtsland, wurde dann 1818 dennoch auf dem Aachener Kongress zugunsten Badens entschieden.
Der neue König Ludwig I. entließ ihn bei seinem Regierungsantritt 1825. Danach lebte Rechberg auf seinem Stammgut im württembergischen Donzdorf. Von 1815 bis zu seinem Tode war er erbliches Mitglied der württembergischen Kammer der Standesherren, nahm jedoch nur einmal, am 1. und 2. Dezember 1826, an den Sitzungen persönlich teil.
Der bayerische General Anton von Rechberg (1776–1837), der in die pfälzische Linie der Wittelsbacher eingeheiratet hatte, war sein Bruder.

## Ehe und Nachkommen
Aloys von Rechberg war seit dem 9. Februar 1797 verheiratet mit Maria Anna Amalie Friederike von Schlitz genannt von Görtz (1768–1825) Tochter des Diplomaten Johann Eustach von Görtz. Er hatte mit seiner Frau folgende Kinder:
- Karoline Friederike Walpurga Marie (* 1798; † 12. Januar 1878) ⚭ Freiherr Christian Marianne Wilhelm August Franz von Zweibrücken (* 30. August 1782; † 25. April 1859) bayerischer General der Kavallerie
- Friederike Luise (* 5. März 1800; † 10. Mai 1883) ⚭ Willibald Hyacinth Joseph Alois Johann Nepomuk Thaddäus von Rechberg (* 1780; † 30. Dezember 1849)
- Albrecht Ulrich (* 7. Dezember 1803; † 27. Dezember 1885) ⚭ Walpurga Maria Júlia von Rechberg-Rothenlöwen (* 1809; † 6. April 1883)
- Pauline Karoline Amalie Luise Maria Anna (* 28. Januar 1805; † 27. November 1875)
- Johann Bernhard (* 17. Juli 1806; † 26. Februar 1899) ⚭ Lady Barbara Jones (* 8. Juni 1813; † 17. Mai 1894)
- Karoline  (* 24. April 1809; † 25. April 1809)